# Miloš Forman
Miloš Forman, původně Jan Tomáš Forman (18. února 1932 Čáslav, Československo – 13. dubna 2018 Danbury, Connecticut, USA), byl česko-americký filmový režisér, scenárista a příležitostný herec. Patřil k čelným představitelům čs. nové vlny v 60. letech, po roce 1968 odešel do USA, kde se také propracoval mezi špičku a natočil řadu úspěšných a oceňovaných filmů. Za svou kariéru získal dva Oscary za nejlepší režii, tři Zlaté glóby a cenu BAFTA ve stejné kategorii. Jeho dvorním kameramanem byl Miroslav Ondříček.

## Biografie

### Původ a mládí

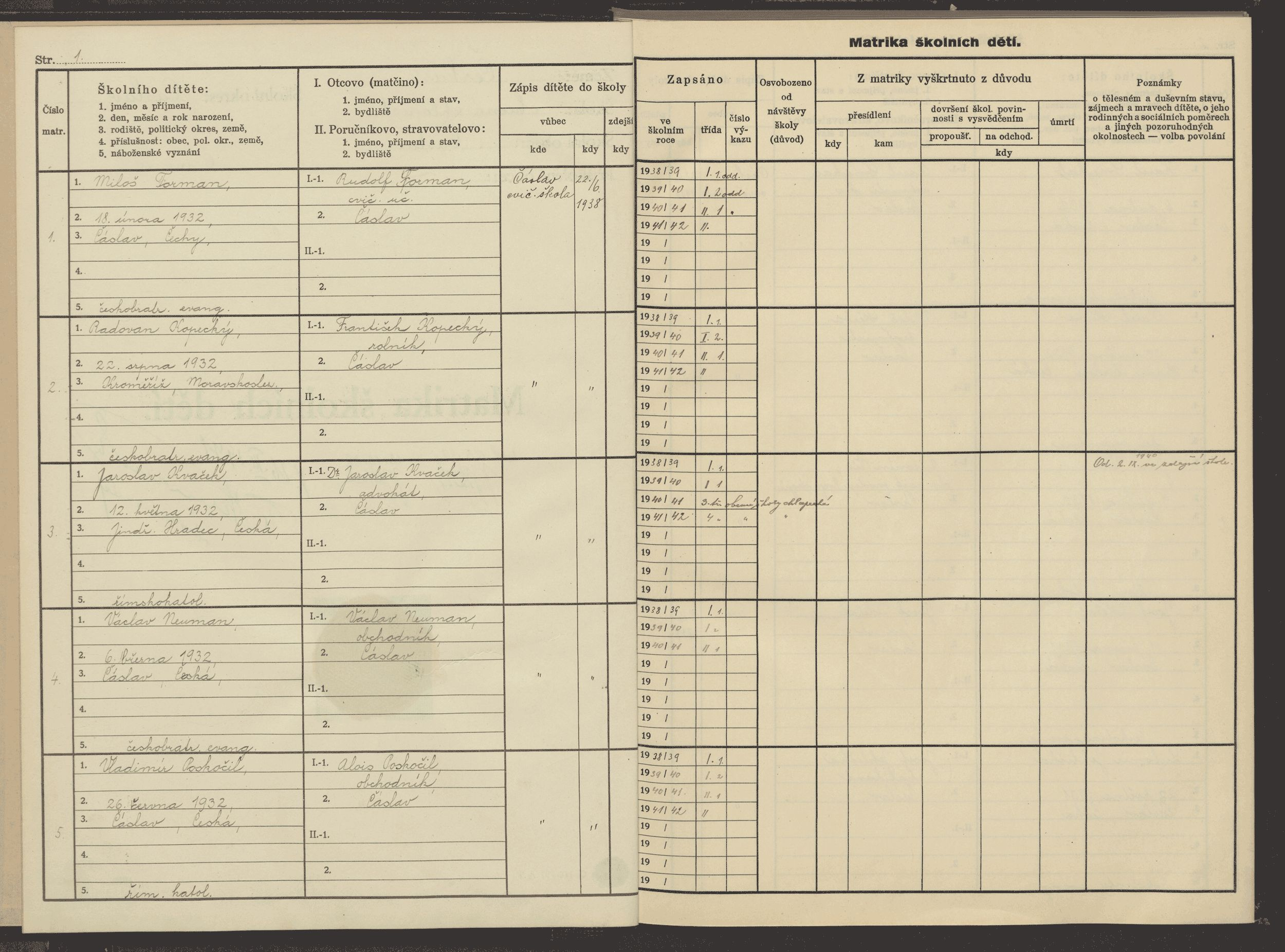
Matrika žáků základní školy v Čáslavi z let 1939–1941 se jménem Miloše Formana.

Narodil se v protestantské rodině Anny Formanové (rozené Švábové) a Rudolfa Formana, středoškolského učitele. Matka provozovala hotel u Máchova jezera. Jeho pravým otcem však byl pražský architekt židovského původu Otto Kohn, o čemž se však Miloš Forman dozvěděl až po válce. Mládí prožil Miloš Forman v rodné Čáslavi a zčásti také v penzionu Rut ve Starých Splavech. Hotel a penzion fungovaly jen v létě, na zimu se rodina vracela do Čáslavi.
Jako dítě přišel o oba rodiče. Otec byl zatčen pro své členství v odbojové skupině, matka pro falešné udání ve spojitosti s protinacistickými letáky. Než byla matka zatčena, odstěhovala se s dětmi do Starých Splavů. Tam Miloš musel chodit do německé školy, protože tam česká škola tehdy nebyla. Neuměl dobře německy a spolužáci mu to dávali natolik znát, že se matka a její dva synové raději vrátili do Čáslavi. Oba rodiče byli po několik roků vězněni. Se svou matkou se setkal pouze jednou krátce v Petschkově paláci v Praze. Matka 1. března 1943 zemřela na tyfus v koncentračním táboře Auschwitz-Birkenau. Otec zemřel v koncentračním táboře Mittelbau-Dora 10. května 1944.
Miloš Forman poté vyrůstal u příbuzných v Náchodě a v Poděbradech v internátní škole Středočeské koleje krále Jiřího. Zde byli jeho spolužáky Václav Havel, bratři Mašínové a Zbyněk Janata. Po válce se osiřelí Miloš a jeho bratr Pavel, jenž byl o dvanáct let starší, vrátili do penzionu Rut ve Starých Splavech a začali jej opravovat. Po znárodnění v roce 1948 o penzion přišli. Miloš měl možnost dále bydlet v jedné z místností v penzionu, ale když roku 1953 dosáhl plnoletosti, musel se odstěhovat. Jejich nejstarší bratr Blahoslav (*1917) zahynul v roce 1960 v Nízkých Tatrách během výpravy turistického oddílu ZŠ v Čáslavi, kde působil jako učitel.
Rodina Formanova získala penzion ve Starých Splavech zpět v roce 1991 v restituci.

## Filmová tvorba

### Studium a tvorba v Československu
Forman vystudoval scenáristiku na pražské Filmové a televizní fakultě Akademie múzických umění, hlavním důvodem studií bylo vyhnout se vojenské službě. Již během studií působil jako pomocný režisér a asistent Alfréda Radoka. S Alfrédem Radokem spolupracoval nejen na filmech (Dědeček automobil), ale také na představeních Laterny magiky.
Do roku 1968 natočil Miloš Forman v Československu společně s kameramanem Miroslavem Ondříčkem několik úspěšných snímků vyznačujících se sžíravým, až černo-humorným pohledem na společnost. Vzbudili pozornost již středometrážním debutem Konkurs z roku 1962 (ten byl společně se snímkem Kdyby ty muziky nebyly uveden do kin v roce 1963 jako pásmo pod názvem Konkurs). Pro něj zinscenoval s Jaroslavem Papouškem a Ivanem Passerem fiktivní konkurz v divadle Semafor. Ve stejném roce vznikl film Černý Petr. Tento film získal (k překvapení svého tvůrce) hlavní cenu na Mezinárodním filmovém festivalu v Locarnu (tuto cenu nedostali režiséři zvučných jmen Michelangelo Antonioni, ani Jean-Luc Godard).
Dalším úspěšným filmem tandemu Forman a Ondříček byly Lásky jedné plavovlásky, černobílý film z roku 1965. Film byl nominován na ceny Oscar za nejlepší cizojazyčný film a Zlatý glóbus za nejlepší cizojazyčný film. Britský filmový časopis Empire zařadil toto dílo v roce 2010 na 89. místo mezi 100 nejlepších cizojazyčných filmů všech dob. Následující film Hoří, má panenko z roku 1967 byl rovněž nominován na Oscara a umožnil Formanovi emigrovat do Spojených států.

### Filmová tvorba veSpojených státech

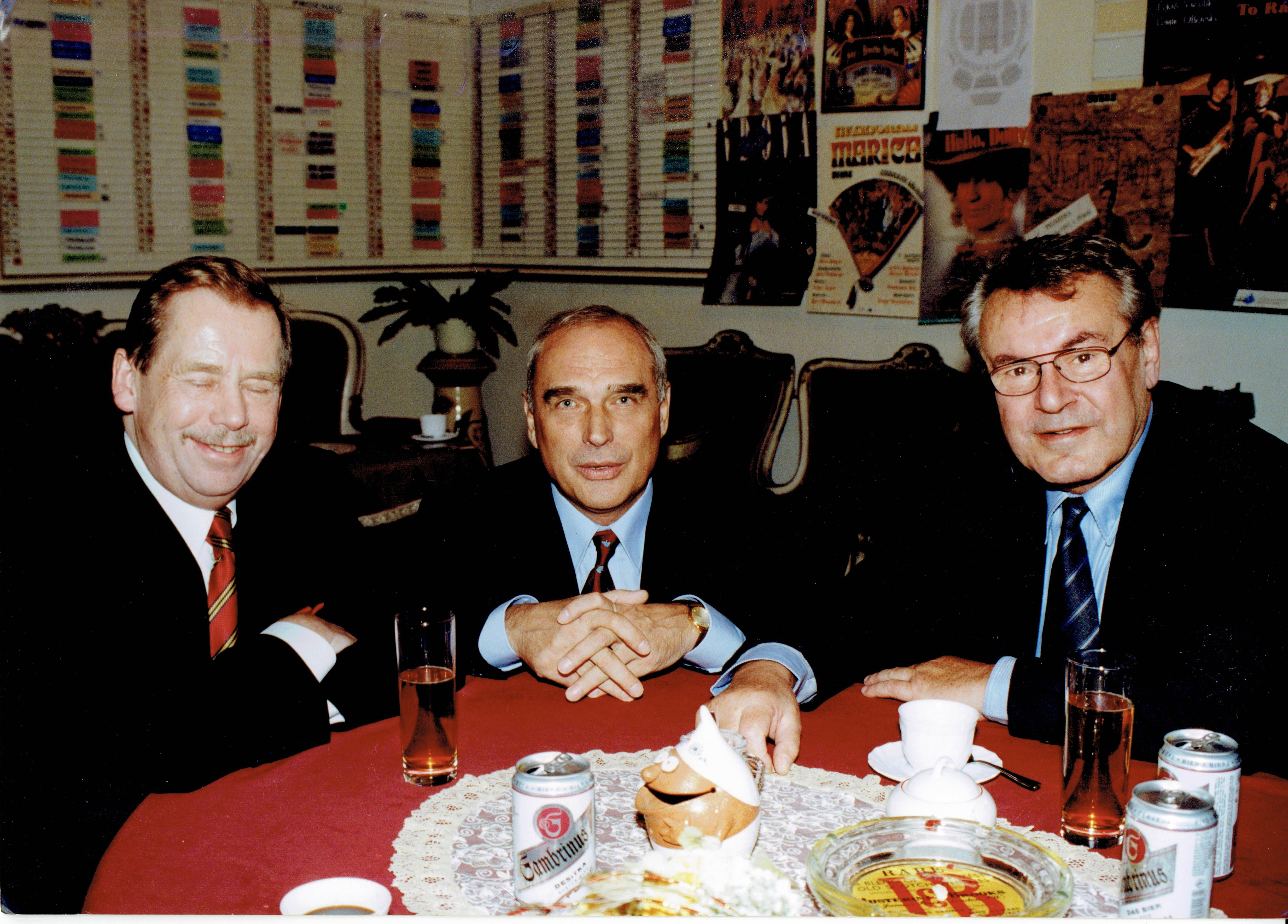
Václav Havel, Ladislav Županič a Miloš Forman na oslavách výročí Divadla Semafor v roce 1999

Za normalizace legálně odešel do Spojených států, aby pokračoval ve své filmové tvorbě. Mohl tedy na svých filmech spolupracovat s českými filmaři, především s kameramanem Miroslavem Ondříčkem. Dokonce mu bylo umožněno natočit mnohé scény filmu Amadeus v Kroměříži, Praze a jejím okolí.
Ve svém prvním filmu natočeném v USA, Taking Off z roku 1971, režisér ještě uplatnil svůj „český“ přístup k americké společnosti v tehdy doznívající éře hippies. Film byl oceněn první cenou poroty na festivalu v Cannes, ale komerčně neuspěl. Významného úspěchu u diváků dosáhl Forman v roce 1975 svým dalším filmem Přelet nad kukaččím hnízdem, adaptací románu Kena Keseyho Vyhoďme ho z kola ven. Tento film americká Akademie filmových umění a věd ocenila pěti Oscary, včetně ceny za režii a nejlepší film. V dalších letech následoval úspěšný zfilmovaný muzikál Vlasy (Hair) z roku 1979, poté historické drama Ragtime podle stejnojmenného románu Edgara Lawrence Doctorowa (1981), který pojednává o příznačném rasovém konfliktu v USA v letech 1906 až 1914.
Film Amadeus z roku 1984 o životě a smrti hudebního skladatele 18. století Wolfganga Amadea Mozarta získal osm Oscarů včetně obou hlavních kategorií. Je jedním z divácky nejúspěšnějších Formanových filmů. Díky natáčení tohoto filmu se mohl Miloš Forman po deseti letech vrátit do své vlasti (film se natáčel mimo jiné v Kroměříži). I jeho další filmy byly úspěšné, některé z nich více u kritiků než divácky, např. Valmont (1989), což je adaptace románu Nebezpečné známosti francouzského spisovatele Choderlose de Laclos z roku 1782. Roku 1996 natočil film Lid versus Larry Flynt (s Woody Harrelsonem a Courtney Love v hlavních rolích). Za tento film byl nominován na Oscara za režii. Roku 1999 natočil životopisný film o slavném herci a avantgardním komikovi Andy Kaufmanovi Muž na měsíci. Za tento film získal Jim Carrey, herec v hlavní roli tohoto filmu, Zlatý glóbus. Roku 2000 hrál Miloš Forman ve filmu Edwarda Nortona Rabín, kněz a krásná blondýna.
Dne 31. ledna 2007 byl v Praze ve Slovanském domě uveden v české premiéře Formanův film Goyovy přízraky, natočený ve Španělsku v roce 2006. České premiéry filmu se zúčastnili herci Natalie Portmanová a Javier Bardem, kteří v něm ztvárnili dvě ze tří hlavních rolí. Dílo pojednává o posledním období života slavného španělského malíře Francisca Goyi.
V dubnu 2007 mělo v Národním divadle premiéru nové nastudování jazzové opery autorů Jiřího Suchého a Jiřího Šlitra s názvem Dobře placená procházka, které Miloš Forman režíroval spolu se svým synem Petrem Formanem.

## Soukromý život

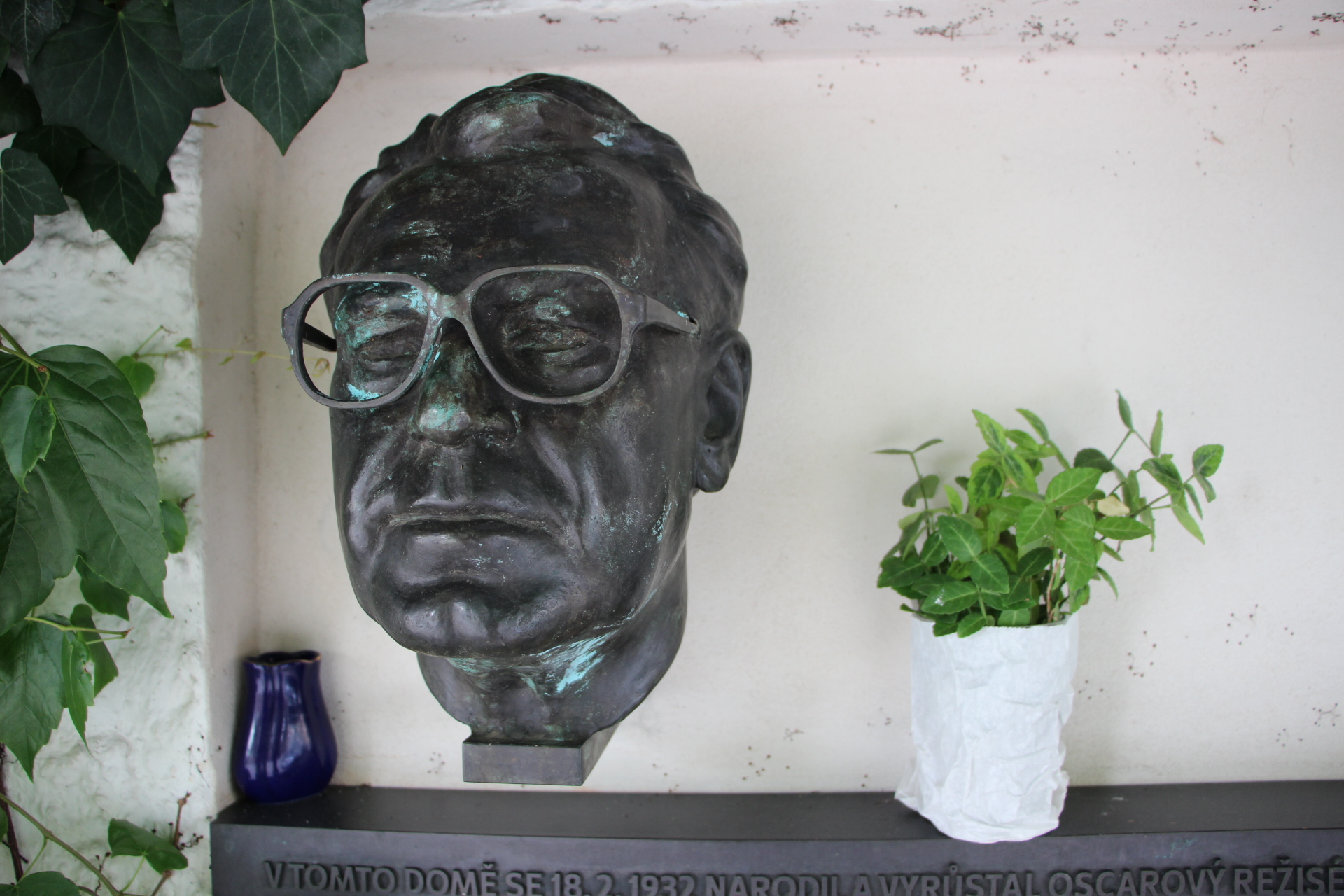
Památník na rodném domě v Čáslavi

Jeho první manželkou byla v letech 1958 až 1962 Jana Brejchová. Toto manželství bylo bezdětné. Jeho synové z druhého manželství (s Věrou Křesadlovou) jsou dvojčata, divadelníci Petr a Matěj Formanovi (* 23. srpna 1964). Potřetí se oženil s výrazně mladší Martinou Zbořilovou, která o jejich seznámení vydala knihu. Měli spolu další syny, dvojčata Andrewa a Jamese Formanovy (* 12. září 1998). Žil ve městě Warren ve státě Connecticut. Patřil k příznivcům klubu Slavia Praha.
Jeho polovlastním bratrem byl matematik Joseph Kohn žijící v USA.
Zemřel 13. dubna 2018 ve věku 86 let v nemocnici connecticutského Danbury. Informaci zveřejnil jeho agent Dennis Aspland. Příčina úmrtí nebyla uvedena. Pohřeb se konal v úzkém kruhu nejbližších v neděli 15. dubna 2018 na hřbitově ve Warrenu.

## Pamětní místa
Půl roku po smrti režiséra Miloše Formana bylo po něm pojmenováno Náměstí Miloše Formana, nacházející se na piazzettě před hotelem InterContinental na konci Pařížské ulice v Praze 1. Pamětní deska byla v roce 2018 odhalena také na zdi rodného domu v Čáslavi v ulici Formanova 17.

## Filmografie

### Režie
- 1955: Nechte to na mně
- 1963: Konkurs
- 1963: Kdyby ty muziky nebyly (součást pásma Konkurs)
- 1963: Černý Petr
- 1965: Lásky jedné plavovlásky
- 1967: Hoří, má panenko
- 1971: Odcházím
- 1975: Přelet nad kukaččím hnízdem (adaptace knihy Vyhoďme ho z kola ven, Kena Keseyho)
- 1979: Vlasy (muzikál)
- 1981: Ragtime (adaptace knihy Ragtime, Edgar Lawrence Doctorow)
- 1984: Amadeus (filmová adaptace stejnojmenné divadelní hry Petera Shaffera)
- 1989: Valmont (adaptace knihy Nebezpečné známosti, Choderlos de Laclos)
- 1996: Lid versus Larry Flynt (inspirováno životem Larryho Flynta, zakladatele magazínu Hustler)
- 1999: Muž na Měsíci (inspirováno životem komika Andyho Kaufmana)
- 2006: Goyovy přízraky
- 2009: Dobře placená procházka (záznam představení v Národním divadle)

### Herec
- 1954: Stříbrný vítr
- 1957: Dědeček automobil
- 1986: Hořkost
- 1989: New Year's Day
- 2000: Rabín, kněz a krásná blondýna (farář Havel)
- 2009: Peklo s princeznou (čert)
- 2011: Milovaní